# Bătălia de la Köprüköy
Bătălia de la Koprukoy a făcut parte din Campania din Caucaz din timpul Primului Război Mondial, între Imperiul rus și Imperiul Otoman, și a avut loc în timp ce rușii înaintau spre Erzurum. Rușii au reușit să treacă prin apărarea otomană, forțând armata a 3-a otomană să se retragă în Erzurum. 
Armata a 3-a Otomană⁠(en)[traduceți] era bine poziționată. Cele două linii de apărare erau poziționate în așa fel încât să profite de teren, cu obstacole de sârmă ghimpată pentru a împiedica soldații adverși să înainteze, aceștia fiind acoperiți de mitraliere susținute de artilerie. Punctul slab al poziționării a fost lipsa posibilității de a suplimenta efectivele.
Rușii erau bine informați despre natura sistemului otoman de apărare, inclusiv despre lipsa posibilității de a suplimenta numărul trupelor. General Yudenich a decis să străpungă la granița dintre sectoarele de nord și centru, în apropiere de creasta Cakir-baba. Divizia 4 de pușcași a fost poziționată în mare secret pentru a face atacul decisiv.
Planul rușilor a început cu o serie de atacuri diversioniste care au țintuit trupele otomane și soldații de rezervă pe 10 ianuarie 1916. În aceste atacuri s-au pierdut multe vieți, însă armata rusă și-a îndeplinit obiectivul. După mai multe zile de luptă comandantul otoman, Abdul Kerim Pașa, și-a mutat singura divizie rămasă, a 17-a a Divizie, pentru a contracara ceea ce el a crezut că va fi principalul atac rus.
Otomanii au lansat un contraatac pe 13 ianuarie. La ora patru în acea zi, cu foc de artilerie din a 34-a Divizie, cel de-a 102-lea Regiment a capturat Sansor Tepe-ul. Cea de-a 33-a Divizie a avansat de la sud de râul Aras și apoi a luat-o spre nord, traversând râul și lansând un atac asupra frontului rus.
În noaptea de 16-17 ianuarie otomanii s-au retras. Armata rusă a pierdut aproximativ 10.000 de oameni și 2.000 de soldați s-au confruntat cu degerături severe, dintr-un total de 75.000.